# Dicyema erythrum
Dicyema erythrum är en djurart som tillhör fylumet rhombozoer, och som beskrevs av Furuya 1999. Dicyema erythrum ingår i släktet Dicyema och familjen Dicyemidae. Inga underarter finns listade i Catalogue of Life.